# Livilla bimaculata
Livilla bimaculata är en insektsart som beskrevs av Hodkinson och Jennifer L. Hollis 1987. Livilla bimaculata ingår i släktet Livilla och familjen rundbladloppor. Inga underarter finns listade i Catalogue of Life.